# بيترو مارسيلو
بيترو مارسيلو (بالإيطالية: Pietro Marcello)‏ هو كاتب سيناريو ومخرج إيطالي، ولد في 2 يوليو 1976 في كازيرتا في إيطاليا.

## وصلات خارجية
- بيترو مارسيلو على موقع IMDb (الإنجليزية)
- بيترو مارسيلو على موقع ألو سيني (الفرنسية)
- بيترو مارسيلو على موقع أول موفي (الإنجليزية)
- بيترو مارسيلو على موقع قاعدة بيانات الأفلام السويدية (السويدية)
- بيترو مارسيلو على موقع كينوبويسك (الروسية)